# Seio petroso inferior
Os seios petrosos inferiores são um par de pequenos seios venosos da cabeça que estão situados na borda inferior da parte petrosa do osso temporal, um em cada lado. Cada seio recebe um seio cavernoso e parte do plexo basilar, drenando para a veia jugular interna

## Estrutura
Em cada lado, o seio petroso inferior está localizado na junção da parte petrosa do osso temporal com a parte basilar do osso osso occipital. O seio começa abaixo e posterior ao seio cavernoso, drenando principalmente o sangue advindo deste até o forame jugular, momento em que o seio petroso inferior encontra o seio sigmoide, parando de existir e dando origem à veia jugular interna.